# Liste der Deutschen Meister im Straßenlauf
In der Leichtathletikdisziplin des Straßenlaufs werden seit 1977 vom Deutschen Leichtathletik-Verband (DLV) Deutsche Meisterschaften auf Distanzen ausgerichtet, die kürzer als ein Marathon (42,195 km) sind – Deutsche Meister im Marathonlauf werden offiziell seit 1925 ermittelt, bereits 1898 gab es den sog. Deutschen Marathonlauf.
Dieser Artikel bezieht sich für die Jahre ab 1993 ausschließlich auf die Distanz Halbmarathon. Für alle anderen Streckenlängen sind jeweils eigene Artikel eingerichtet.
Die Streckenlänge betrug für die Männer von 1977 bis 1992 jeweils 25 km, für die Frauen von 1977 bis 1987 ebenfalls 25 km und von 1988 bis 1992 waren es 15 km. Seit 1993 laufen beide Geschlechter die Halbmarathondistanz (21,0975 km). Auch Mannschaftswertungen gab es, bei den Männern von Anfang an und bei den Frauen seit 1981. Die Reihenfolge ergibt sich dabei aus der Addition der Zeiten, die von den jeweils besten drei Läuferinnen bzw. Läufern eines Vereins erzielt werden.
Inzwischen haben sich im Straßenlauf weitere Deutsche Meisterschaften über verschiedene Streckenlängen etabliert, die jeweils auch mit Mannschaftswertungen ausgetragen werden:
- 10 Kilometer – seit 2001 (Liste der Deutschen Meister im 10-km-Straßenlauf)
- 50 Kilometer – seit 2019 (Liste der Deutschen Meister im 50-km-Straßenlauf)
- 100 Kilometer – seit 1987 (Liste der Deutschen Meister im 100-km-Straßenlauf)

Karl Fleschens Siegerzeit von 1978 (1:13:58 h) wird bis heute vom DLV als Rekord über 25 km geführt, die Zeit ist jedoch international nicht anerkannt, da sie auf einer vermutlich zu kurzen Strecke erzielt wurde.

## Deutsche Meisterschaftsrekorde Halbmarathon
| Einzelwertungen      | Männer | 1:01:15 h | Simon Boch (LG Telis Finanz Regensburg)                                      | Hamburg  | 15. September 2024 |
| Einzelwertungen      | Frauen | 1:09:41 h | Katrin Dörre-Heinig (SC DHfK Leipzig)                                        | Xanten   | 27. März 1999      |
| Mannschaftswertungen | Männer | 3:10:36 h | LG Telis Finanz Regensburg (Simon Boch, Konstantin Wedel, Maximilian Zeus)   | Hamburg  | 17. Oktober 2021   |
| Mannschaftswertungen | Frauen | 3:38:16 h | LG Telis Finanz Regensburg (Miriam Dattke, Domenika Mayer, Svenja Ojstersek) | Freiburg | 26. März 2023      |

## Gesamtdeutsche Meister seit 1993 (DLV), Halbmarathon
| Datum         | Ort/ Veranstaltung                       | Männer                                        | Männer                               | Frauen                                           | Frauen                               |
| Datum         | Ort/ Veranstaltung                       | Athlet                                        | Zeit [h]                             | Athletin                                         | Zeit [h]                             |
| ------------- | ---------------------------------------- | --------------------------------------------- | ------------------------------------ | ------------------------------------------------ | ------------------------------------ |
| 19. Apr. 2025 | Paderborn                                | Luca Madeo (LG Filder)                        | 1:01:21                              | Esther Pfeiffer (Düsseldorf Athletics)           | 1:10:01                              |
| 15. Sep. 2024 | Freiburg                                 | Simon Boch (LG Telis Finanz Regensburg)       | 1:01:15                              | Esther Pfeiffer (Hannover 96)                    | 1:09:51                              |
| 26. März 2023 | Freiburg                                 | Richard Ringer (LC Rehlingen)                 | 1:01:44                              | Miriam Dattke (LG Telis Finanz Regensburg)       | 1:10:47                              |
| 25. Sep. 2022 | Ulm                                      | Konstantin Wedel (LG Telis Finanz Regensburg) | 1:04:54                              | Laura Hottenrott (PSV Grün-Weiß Kassel)          | 1:12:35                              |
| 17. Okt. 2021 | Hamburg                                  | Simon Boch (LG Telis Finanz Regensburg)       | 1:02:26                              | Miriam Dattke (LG Telis Finanz Regensburg)       | 1:10:02                              |
| 29. März 2020 | Freiburg                                 | wegen der COVID-19-Pandemie abgesagt          | wegen der COVID-19-Pandemie abgesagt | wegen der COVID-19-Pandemie abgesagt             | wegen der COVID-19-Pandemie abgesagt |
| 7. Apr. 2019  | Freiburg                                 | Moritz Beinlich (LG Telis Finanz Regensburg)  | 1:04:25                              | Laura Hottenrott (PSV Grün-Weiß Kassel)          | 1:12:35                              |
| 8. Apr. 2018  | Hannover                                 | Karsten Meier (LG Braunschweig)               | 1:05:23                              | Franziska Reng (LG Telis Finanz Regensburg)      | 1:14:15                              |
| 9. Apr. 2017  | Hannover                                 | Philipp Baar (ART Düsseldorf)                 | 1:04:57                              | Sabrina Mockenhaupt (LT Haspa Marathon Hamburg)  | 1:10:54                              |
| 23. Apr. 2016 | Bad Liebenzell                           | Mitku Seboka (LAC Quelle Fürth)               | 1:05:05                              | Sabrina Mockenhaupt (LG Sieg)                    | 1:12:41                              |
| 12. Apr. 2015 | Husum                                    | Philipp Pflieger (LG Telis Finanz Regensburg) | 1:04:13                              | Simret Restle-Apel (PSV Grün-Weiß Kassel)        | 1:14:37                              |
| 6. Apr. 2014  | Freiburg                                 | Manuel Stöckert (SC Ostheim/Rhön)             | 1:05:04                              | Susanne Hahn (SV Schlau.com Saar 05 Saarbrücken) | 1:14:29                              |
| 14. Apr. 2013 | Bergisch Gladbach-Refrath                | Jan Fitschen (TV Wattenscheid 01)             | 1:03:24                              | Eleni Gebrehiwot (TV Wattenscheid 01)            | 1:13:18                              |
| 15. Apr. 2012 | Griesheim                                | Stefan Koch (TUSEM Essen)                     | 1:05:22                              | Simret Restle-Apel (PSV Grün-Weiß Kassel)        | 1:12:57                              |
| 17. Apr. 2011 | Griesheim                                | André Pollmächer (rhein-marathon Düsseldorf)  | 1:04:16                              | Sabrina Mockenhaupt (LG Sieg)                    | 1:11:23                              |
| 18. Apr. 2010 | Bad Liebenzell                           | Stefan Koch (LG Braunschweig)                 | 1:04:51                              | Ingalena Heuck (LG Stadtwerke München)           | 1:14:54                              |
| 4. Apr. 2009  | Aichach                                  | André Pollmächer (LAC Erdgas Chemnitz)        | 1:04:43                              | Melanie Schulz (Laufclub Erfurt)                 | 1:15:42                              |
| 6. Apr. 2008  | Calw                                     | Martin Beckmann (LG Leinfelden-Echterdingen)  | 1:06:08                              | Susanne Hahn (SV Schlau.com Saar 05 Saarbrücken) | 1:13:04                              |
| 2. Sep. 2007  | Bad Liebenzell                           | Stefan Koch (TV Wattenscheid 01)              | 1:03:35                              | Irina Mikitenko (TV Wattenscheid 01)             | 1:10:03                              |
| 26. März 2006 | Herten, Strecke: Bertlicher Straßenläufe | Carsten Eich (rhein-marathon Düsseldorf)      | 1:04:38                              | Luminita Zaituc (LG Braunschweig)                | 1:14:37                              |
| 13. März 2005 | Ohrdruf                                  | Stefan Koch (TV Wattenscheid)                 | 1:04:45                              | Luminita Zaituc (LG Braunschweig)                | 1:13:39                              |
| 14. März 2004 | Siegburg                                 | Carsten Eich (LG Braunschweig)                | 1:03:43                              | Luminita Zaituc (LG Braunschweig)                | 1:12:40                              |
| 22. März 2003 | Burghaslach                              | Carsten Eich (LG Braunschweig)                | 1:04:24                              | Luminita Zaituc (LG Braunschweig)                | 1:14:08                              |
| 23. März 2002 | Schotten                                 | Carsten Eich (LG Braunschweig)                | 1:03:33                              | Ulrike Maisch (1. LAV Rostock)                   | 1:15:44                              |
| 24. März 2001 | Arnstadt                                 | Carsten Eich (LAC Quelle Fürth)               | 1:03:50                              | Petra Wassiluk (LG Eintracht Frankfurt)          | 1:10:36                              |
| 25. März 2000 | Freiburg                                 | Carsten Eich (LAC Quelle Fürth)               | 1:02:47                              | Katrin Dörre-Heinig (SC DHfK Leipzig)            | 1:11:44                              |
| 27. März 1999 | Xanten                                   | Carsten Eich (LAC Quelle Fürth)               | 1:03:16                              | Katrin Dörre-Heinig (SC DHfK Leipzig)            | 1:09:41                              |
| 28. März 1998 | Potsdam                                  | John Schondelmayer (SG Ludwigsburg)           | 1:04:42                              | Sonja Oberem (TSV Bayer 04 Leverkusen)           | 1:11:57                              |
| 23. März 1997 | Neustadt in Holstein                     | Carsten Eich (LAC Quelle Fürth)               | 1:02:56                              | Birgit Jerschabek (ABC Ludwigshafen)             | 1:14:28                              |
| 31. März 1996 | Kaiserslautern                           | Stephan Freigang (LC Cottbus)                 | 1:03:40                              | Katrin Dörre-Heinig (LAC Quelle Fürth)           | 1:11:15                              |
| 9. Sep. 1995  | Maximiliansau                            | Stephan Freigang (LC Cottbus)                 | 1:04:22                              | Katrin Dörre-Heinig (LAC Quelle Fürth)           | 1:12:13                              |
| 10. Apr. 1994 | Melle                                    | Klaus-Peter Nabein (LAC Quelle Fürth)         | 1:04:11                              | Monika Schäfer (LAC Quelle Fürth)                | 1:14:00                              |
| 21. März 1993 | Chemnitz                                 | Stephan Freigang (SC Cottbus)                 | 1:05:34                              | Birgit Jerschabek (LG Sieg)                      | 1:14:08                              |

## Gesamtdeutsche Meister 1991 und 1992 (DLV)
Männer: 25 km / Frauen: 15 km
| Datum         | Ort/ Veranstaltung      | Männer                             | Männer   | Frauen                                    | Frauen     |
| Datum         | Ort/ Veranstaltung      | Athlet                             | Zeit [h] | Athletin                                  | Zeit [min] |
| ------------- | ----------------------- | ---------------------------------- | -------- | ----------------------------------------- | ---------- |
| 25. Apr. 1992 | Koblenz                 | Kurt Stenzel (ASC Darmstadt)       | 1:17:07  | Kerstin Preßler (Neuköllner Sportfreunde) | 49:45      |
| 10. März 1991 | Offenbach an der Queich | Rainer Wachenbrunner (Berliner SC) | 1:17:31  | Birgit Jerschabek (LG Sieg)               | 50:48      |

## Meister in derBundesrepublik Deutschland(DLV) von 1988 bis 1990
Männer: 25 km / Frauen: 15 km
| Datum         | Ort/ Veranstaltung | Männer                                  | Männer   | Frauen                                                              | Frauen     |
| Datum         | Ort/ Veranstaltung | Athlet                                  | Zeit [h] | Athletin                                                            | Zeit [min] |
| ------------- | ------------------ | --------------------------------------- | -------- | ------------------------------------------------------------------- | ---------- |
| 21. Apr. 1990 | Husum              | Kurt Stenzel (ASC Darmstadt)            | 1:18:25  | Kerstin Preßler (LAC Halensee Berlin)                               | 50:48      |
| 15. Apr. 1989 | Maximiliansau      | Kurt Stenzel (ASC Darmstadt)            | 1:16:05  | Iris Biba (DJK Freigericht)                                         | 49:27      |
| 11. Sep. 1988 | Herten             | Herbert Steffny (Post-SV Jahn Freiburg) | 1:15:58  | Christa Vahlensieck, geb. Kofferschläger (Barmer TV 1846 Wuppertal) | 51:31      |

## Meister in derBundesrepublik Deutschland(DLV) von 1977 bis 1987
Männer und Frauen jeweils 25 km
| Datum         | Ort/ Veranstaltung    | Männer                                    | Männer       | Frauen                                                              | Frauen       |
| Datum         | Ort/ Veranstaltung    | Athlet                                    | Zeit [h]     | Athletin                                                            | Zeit [h]     |
| ------------- | --------------------- | ----------------------------------------- | ------------ | ------------------------------------------------------------------- | ------------ |
| 25. Apr. 1987 | Reichenau             | Dirk Sander (LG Lage-Detmold)             | 1:18:05      | Christina Mai (LAV co op Dortmund)                                  | 1:32:16      |
| 20. Sep. 1986 | Bad Oldesloe          | Michael Scheytt (SKV Eglosheim)           | 1:15:55      | Kerstin Preßler (LG Süd Berlin)                                     | 1:29:46      |
| 21. Sep. 1985 | Rodenbach             | Herbert Steffny (Post-SV Jahn Freiburg)   | 1:17:33      | Charlotte Teske, geb. Bernhardt (ASC Darmstadt)                     | 1:28:40      |
| 22. Sep. 1984 | Waldniel              | Herbert Steffny (Post-SV Jahn Freiburg)   | 1:16:15      | Vera Michallek, geb. Steiert (SC Eintracht Hamm)                    | 1:31:15      |
| 25. Sep. 1983 | Frankenberg (Eder)    | Günter Zahn (LAC Quelle Fürth)            | 1:15:02      | Charlotte Teske, geb. Bernhard (ASC Darmstadt)                      | 1:26:15      |
| 25. Sep. 1982 | Wesel                 | Michael Spöttel (LG Kreis Verden)         | 1:16:20      | Monika Lövenich, geb. Greschner (LG Jägermeister Bonn-Troisdorf)    | 1:28:23      |
| 4. Apr. 1981  | Neumünster            | Andreas Weniger (TSV 1860 München)        | 1:15:09 (BR) | Charlotte Teske, geb. Bernhard (ASC Darmstadt)                      | 1:25:44 (BR) |
| 19. Apr. 1980 | Berlin                | Hans-Jürgen Orthmann (VfL Wehbach)        | 1:19:23      | Christa Vahlensieck, geb. Kofferschläger (Barmer TV 1846 Wuppertal) | 1:32:37      |
| 22. Apr. 1979 | Achern                | Hans-Jürgen Orthmann (VfL Wehbach)        | 1:16:09,4    | Christa Vahlensieck, geb. Kofferschläger (Barmer TV 1846 Wuppertal) | 1:29:13      |
| 16. Apr. 1978 | Frankenberg (Eder)    | Karl Fleschen (TSV Bayer 04 Leverkusen)   | 1:13:57,8    | Christa Vahlensieck, geb. Kofferschläger (Barmer TV 1846 Wuppertal) | 1:29:23      |
| 9. Apr. 1977  | Paderborner Osterlauf | Edmundo Warnke / Chile (LAC Quelle Fürth) | 1:14:20      | Christa Vahlensieck, geb. Kofferschläger (Barmer TV 1846 Wuppertal) | 1:30:12      |

## Mannschaftswertung: Gesamtdeutsche Meister seit 1993 (DLV), Halbmarathon
| Datum         | Ort/ Veranstaltung                       | Männer                                                                          | Männer                               | Frauen                                                                                | Frauen                               |
| Datum         | Ort/ Veranstaltung                       | Verein                                                                          | Zeit [h]                             | Verein                                                                                | Zeit [h]                             |
| ------------- | ---------------------------------------- | ------------------------------------------------------------------------------- | ------------------------------------ | ------------------------------------------------------------------------------------- | ------------------------------------ |
| 19. Apr. 2025 | Paderborn                                | SG Wenden (Simon Boch, Frederik Jonas Wehner, Fabian Jenne, Marco Giese)        | 3:23:53                              | LG Region Karlsruhe (Melina Wolf, Sophia Kaiser, Jule Hedwig)                         | 3:51:03                              |
| 15. Sep. 2024 | Hamburg                                  | LG Telis Finanz Regensburg (Simon Boch, Tobias Ritter, Maximilian Zeus)         | 3:14:00                              | SCC Berlin (Blanka Dörfel, Katja Fischer, Hanna Tempelhagen)                          | 3:50:04                              |
| 26. März 2023 | Freiburg                                 | LG Telis Finanz Regensburg (Simon Boch, Tobias Ritter, Maximilian Zeus)         | 3:14:42                              | LG Telis Finanz Regensburg (Miriam Dattke, Domenika Mayer, Svenja Ojstersek)          | 3:38:16                              |
| 25. Sep. 2022 | Ulm                                      | TSG 1845 Heilbronn (Dustin Uhlig, Raphael Junghans, Andreas Honecker)           | 3:27:46                              | SCC Berlin (Blanka Dörfel, Christina Gerdes, Carla Morgenroth)                        | 3:46:27                              |
| 17. Okt. 2021 | Hamburg                                  | LG Telis Finanz Regensburg (Simon Boch, Konstantin Wedel, Maximilian Zeus)      | 3:10:36                              | LG Telis Finanz Regensburg (Miriam Dattke, Thea Heim, Franziska Stemmer)              | 3:47:20                              |
| 29. März 2020 | Freiburg                                 | wegen der COVID-19-Pandemie abgesagt                                            | wegen der COVID-19-Pandemie abgesagt | wegen der COVID-19-Pandemie abgesagt                                                  | wegen der COVID-19-Pandemie abgesagt |
| 7. Apr. 2019  | Hannover                                 | LG Telis Finanz Regensburg (Moritz Beinlich, Dominik Notz, Simon Boch)          | 3:13:26                              | LG Telis Finanz Regensburg (Miriam Dattke, Thea Heim, Marina Rappold)                 | 3:45:29                              |
| 8. Apr. 2018  | Hannover                                 | ART Düsseldorf (Philipp Baar, Paul Schmidt, Andreas Straßner)                   | 3:21:34                              | LG Telis Finanz Regensburg (Franziska Reng, Miriam Dattke, Marina Rappold)            | 3:47:05                              |
| 9. Apr. 2017  | Hannover                                 | ART Düsseldorf (Philipp Baar, Andreas Straßner, Simon Stützel)                  | 3:16:59                              | LG Telis Finanz Regensburg (Anja Scherl, Corinna Harrer, Thea Heim)                   | 3:40:48                              |
| 23. Apr. 2016 | Bad Liebenzell                           | LG Telis Finanz Regensburg (Jonas Koller, Tobias Blum, Tim Ramdane)             | 3:18:27                              | LG Telis Finanz Regensburg 1 (Luisa Boschan, Anna-Katharina Plinke, Carolin Aehling)  | 3:51:30                              |
| 12. Apr. 2015 | Husum                                    | LG Telis Finanz Regensburg (Philipp Pflieger, Jonas Koller, Tim Ramdane Cherif) | 3:18:49                              | LG Telis Finanz Regensburg (Anja Schneider, Julia Galuschka, Anna-Katharina Plinke)   | 3:52:02                              |
| 6. Apr. 2014  | Freiburg                                 | LG Telis Finanz Regensburg (Julian Flügel, Valentin Unterholzner, Jonas Koller) | 3:20:04                              | LG Eintracht Frankfurt (Katharina Heinig, Nina Stöcker, Lisa Jäsert)                  | 3:51:10                              |
| 14. Apr. 2013 | Bergisch Gladbach- Refrath               | LG Telis Finanz Regensburg (Philipp Pflieger, Jonas Koller, Fabian Alraun)      | 3:21:33                              | LG Telis Finanz Regensburg (Carolin Aehling, Steffi Volke, Susanne Schulze)           | 3:52:23                              |
| 15. Apr. 2012 | Griesheim                                | SG Wenden (Tim-Arne Sidenstein, Hans-Jörg Heiner, Christian Biele)              | 3:23:12                              | PSV Grün-Weiß Kassel (Simret Restle-Apel, Silke Optekamp, Stefanie Wiesmair)          | 3:53:16                              |
| 17. Apr. 2011 | Griesheim                                | SG Wenden (Jörg Heiner, Tobias Dreier, Tim-Arne Sidenstein)                     | 3:25:54                              | SV Schlau.com Saar 05 Saarbrücken (Susanne Hahn, Marion Jakobs, Constance Türk)       | 4:00:32                              |
| 18. Apr. 2010 | Bad Liebenzell                           | LG Passau (Richard Friedrich, Raphael Viellehner, Tobias Schreindl)             | 3:22:12                              | LG Telis Finanz Regensburg (Veronika Ulrich, Steffi Volke, Fakja Hofmann)             | 4:00:57                              |
| 4. Apr. 2009  | Aichach                                  | PSV Grün-Weiß Kassel (Julian Flügel, Jörn Harland, Jürgen Austin-Kerl)          | 3:27:21                              | LG Telis Finanz Regensburg (Veronika Ulrich, Steffi Volke, Monika Heiß)               | 3:59:35                              |
| 6. Apr. 2008  | Calw                                     | LG Stadtwerke München (Florian Neuschwander, André Green, Matthias Ewender)     | 3:24:28                              | LG Telis Finanz Regensburg (Veronika Ulrich, Melanie Hohenester, Monika Hirt)         | 3:55:48                              |
| 2. Sep. 2007  | Bad Liebenzell                           | TV Wattenscheid 01 (Stefan Koch, Alexander Lubina, Manuel Meyer)                | 3:14:58                              | LG Leinfelden-Echterdingen (Stephanie Beckmann, Nicole Ploog, Kathrin Knodel)         | 3:58:25                              |
| 26. März 2006 | Herten, Strecke: Bertlicher Straßenläufe | TV Wattenscheid 01 (Stefan Koch, Manuel Meyer, Carsten Schütz)                  | 3:20:01                              | LG Domspitzmilch Regensburg (Michaela Schedler, Andrea Stengel, Katharina Kaufmann)   | 3:48:08                              |
| 13. März 2005 | Ohrdruf                                  | TV Wattenscheid 01 (Jan Fitschen, Stefan Koch, Manuel Meyer)                    | 3:20:12                              | LG Domspitzmilch Regensburg (Katharina Kaufmann, Andrea Stengel, Fakja Hofmann)       | 4:04:53                              |
| 14. März 2004 | Siegburg                                 | TV Wattenscheid 01 (Sebastian Bürklein, Carsten Schütz, Stefan Koch)            | 3:16:26                              | LG Domspitzmilch Regensburg (Viola Schäffer, Katharina Kaufmann, Andrea Stengel)      | 3:57:34                              |
| 22. März 2003 | Burghaslach                              | LG Braunschweig (Carsten Eich, Oliver Dietz, Mario Burger)                      | 3:18:31                              | LG Domspitzmilch Regensburg (Viola Schäffer, Katharina Kaufmann, Andrea Stengel)      | 3:57:34                              |
| 23. März 2002 | Schotten                                 | SC DHfK Leipzig (Jens Borrmann, Matthias Körner, Volker Fritzsch)               | 3:13:35                              | LG Domspitzmilch Regensburg (Dr. Ellen Schöner, Fakja Hofmann, Gaby Pfandorfer)       | 3:58:01                              |
| 24. März 2001 | Arnstadt                                 | SC DHfK Leipzig (Jens Borrmann, Matthias Körner, Volker Fritzsch)               | 3:15:40                              | LG Seesen (Ines Cronjäger, Kerstin Brünig, Karola Weiglein)                           | 3:56:36                              |
| 25. März 2000 | Freiburg                                 | LAC Quelle Fürth/München (Carsten Eich, Joachim Rückerl, Habib Boukechab)       | 3:13:25                              | LAC Quelle Fürth/München (Christine Stief, Andrea Kupper, Johanna Baumgartner)        | 3:51:41                              |
| 27. März 1999 | Xanten                                   | LAC Quelle Fürth/München (Carsten Eich, Habib Boukechab, Michael Hass)          | 3:14:48                              | LG Domspitzmilch Regensburg (Dr. Ellen Schöner, Renate Forstner, Elke Lorenz)         | 4:03:02                              |
| 28. März 1998 | Potsdam                                  | Korschenbroicher LC (Christian Fischer, Robert Langfeld, Holger Ahrenberg)      | 3:17:22                              | ASC Rosellen/Neuss (Tanja Ortega Sawal, Petra Maak – geb. Sander, Stefanie Soeder)    | 3:50:51                              |
| 23. März 1997 | Neustadt in Holstein                     | LAC Quelle Fürth/München (Carsten Eich, Dirk Nürnberger, Klaus-Peter Nabein)    | 3:12:40                              | ASC Rosellen/Neuss (Tanja Kalinowski, Petra Maak – geb. Sander, Stefanie Soeder)      | 3:50:09                              |
| 31. März 1996 | Kaiserslautern                           | LC Cottbus (Stephan Freigang, Jens Karraß, Dirk Schinkoreit)                    | 3:13:38                              | LAC Quelle Fürth/München (Katrin Dörre-Heinig, Andrea Fleischer, Johanna Baumgartner) | 3:42:43                              |
| 9. Sep. 1995  | Maximiliansau                            | LAC Quelle Fürth/München (Kurt Stenzel, Klaus-Peter Nabein, Eike Loch)          | 3:17:05                              | LAC Quelle Fürth/München (Katrin Dörre-Heinig, Monika Schäfer, Andrea Fleischer)      | 3:40:45                              |
| 10. Apr. 1994 | Melle                                    | LAC Quelle Fürth/München (Klaus-Peter Nabein, Dirk Nürnberger, Engelbert Franz) | 3:14:55                              | LAC Quelle Fürth/München (Monika Schäfer, Andrea Fleischer, Johanna Baumgartner)      | 3:48:07                              |
| 21. März 1993 | Chemnitz                                 | LG Braunschweig (Christian Husmann, Markus Pingpank, Volker Krajenski)          | 3:21:48                              | LG Sieg (Birgit Jerschabek, Manuela Veith, Hildegard Mockenhaupt)                     | 3:55:34                              |

## Mannschaftswertung: Gesamtdeutsche Meister 1991 und 1992 (DLV)
Männer: 25 km / Frauen: 15 km
| Datum         | Ort/ Veranstaltung      | Männer                                                             | Männer   | Frauen                                                                        | Frauen     |
| Datum         | Ort/ Veranstaltung      | Verein                                                             | Zeit [h] | Verein                                                                        | Zeit [min] |
| ------------- | ----------------------- | ------------------------------------------------------------------ | -------- | ----------------------------------------------------------------------------- | ---------- |
| 25. Apr. 1992 | Koblenz                 | LG Rhein-Wied Andernach (Edmund Kaul, Gerhard Jäger, Erik Simonis) | 4:03:34  | LG Olympia Dortmund (Claudia Borgschulze, Claudia Dreher, Gabriele Wolf)      | 2:36:05    |
| 10. März 1991 | Offenbach an der Queich | LC Euskirchen (Heinz-Bernd Bürger, Frank Kase, Sven Wille)         | 4:01:03  | LG Olympia Dortmund (Claudia Borgschulze, Christina Mai, Birgit Reefschläger) | 2:40:10    |

## Mannschaftswertung: Meister in derBundesrepublik Deutschland(DLV) von 1988 bis 1990
Männer: 25 km / Frauen: 15 km
| Datum         | Ort/ Veranstaltung | Männer                                                                      | Männer   | Frauen                                                                 | Frauen   |
| Datum         | Ort/ Veranstaltung | Verein                                                                      | Zeit [h] | Verein                                                                 | Zeit [h] |
| ------------- | ------------------ | --------------------------------------------------------------------------- | -------- | ---------------------------------------------------------------------- | -------- |
| 21. Apr. 1990 | Husum              | SV Saar 05 Saarbrücken (Uwe Hartmann, Alfred Knickenberg, Alexander Gunkel) | 4:00:57  | LG Olympia Dortmund (Jutta Karsch, Christina Mai, Birgit Reefschläger) | 2:39:23  |
| 15. Apr. 1989 | Maximiliansau      | VfL Waldkraiburg (Michael Spöttel, Joachim Heim, Stefan Pichler)            | 3:56:42  | LG Olympia Dortmund (Christina Mai, Jutta Karsch, Antje Pohlmann)      | 2:38:03  |
| 11. Sep. 1988 | Herten             | Post-SV Jahn Freiburg (Herbert Steffny, Guido Dold, Markus Keller)          | 3:56:44  | LG Bayer Leverkusen (Britta Lorch, Sabine Knetsch, Silvia Merten)      | 2:43:22  |

## Mannschaftswertung: Meister in derBundesrepublik Deutschland(DLV) von 1977 bis 1987
Männer und Frauen jeweils 25 km
| Datum         | Ort/ Veranstaltung    | Männer                                                                          | Männer    | Frauen                                                                                        | Frauen                                   |
| Datum         | Ort/ Veranstaltung    | Verein                                                                          | Zeit [h]  | Verein                                                                                        | Zeit [h]                                 |
| ------------- | --------------------- | ------------------------------------------------------------------------------- | --------- | --------------------------------------------------------------------------------------------- | ---------------------------------------- |
| 25. Apr. 1987 | Reichenau             | LG Frankfurt (Joachim Heim, Wolfgang Münzel, Dirk Bischoff)                     | 4:05:26   | LAV co op Dortmund (Christina Mai, Gabriela Wolf, Bernadette Hudy)                            | 4:45:17                                  |
| 20. Sep. 1986 | Bad Oldesloe          | LG Frankfurt (Jürgen Dächert, Hans Pfisterer, Hans-Joachim Hermann)             | 3:55:47   | LAV co op Dortmund (Gabriela Wolf, Christina Mai, Bernadette Hudy)                            | 4:34:26                                  |
| 21. Sep. 1985 | Rodenbach             | LAC Quelle Fürth (Kurt Stenzel, Klaus-Peter Nabein, Eike Loch)                  | 4:01:20   | LAC Quelle Fürth (Katrin Dörre-Heinig, Monika Schäfer, Andrea Fleischer)                      | 4:46:46                                  |
| 22. Sep. 1984 | Waldniel              | LG Frankfurt (Ralf Salzmann, Jürgen Dächert, Leo Thoma)                         | 3:52:46   | LAV co op Dortmund I (Christina Mai, Gabriela Wolf, Bernadette Hudy)                          | 4:36:04                                  |
| 25. Sep. 1983 | Frankenberg (Eder)    | LAC Quelle Fürth (Günter Zahn, Gerhard Krippner, Reinhard Leibold)              | 3:51:14   | LAV co op Dortmund (Gabriela Wolf, Christina Mai, Christel Eilhoff)                           | 4:41:42                                  |
| 25. Sep. 1982 | Wesel                 | TSG Oberursel (Peter Morawski, Joachim Wollek, Wolfgang Münzel)                 | 4:00:44   | LG Jägermeister Bonn-Troisdorf (Monika Lövenich – geb. Greschner, Petra Niklas, Regina Dietz) | 4:44:05                                  |
| 4. Apr. 1981  | Neumünster            | LAC Quelle Fürth (Edmundo Warnke, Reinhard Leibold, Walter Herrmann)            | 3:50:06   | ASC Darmstadt (Charlotte Teske – geb. Bernhard, Barbara Will, Döge)                           | 4:49:06                                  |
| 19. Apr. 1980 | Berlin                | LAC Quelle Fürth (Reinhard Leibold, Edmundo Warnke, Hans-Otto Schirmer)         | 4:03:07   | noch keine Mannschaftswertung für Frauen                                                      | noch keine Mannschaftswertung für Frauen |
| 22. Apr. 1979 | Achern                | LAC Quelle Fürth (Edmundo Warnke, Günter Zahn, Anton Gorbunow)                  | 3:52:14   | noch keine Mannschaftswertung für Frauen                                                      | noch keine Mannschaftswertung für Frauen |
| 16. Apr. 1978 | Frankenberg (Eder)    | LG Jägermeister Bonn-Troisdorf (Winfried Hellwig, Jochen Schirmer, Gerd Escher) | 3:52:32,6 | noch keine Mannschaftswertung für Frauen                                                      | noch keine Mannschaftswertung für Frauen |
| 9. Apr. 1977  | Paderborner Osterlauf | LAC Quelle Fürth (Edmundo Warnke, Anton Gorbunow, Reinhard Leibold)             | 3:48:44   | noch keine Mannschaftswertung für Frauen                                                      | noch keine Mannschaftswertung für Frauen |